# Ballana antlera
Ballana antlera är en insektsart som beskrevs av Delong 1937. Ballana antlera ingår i släktet Ballana och familjen dvärgstritar. Inga underarter finns listade i Catalogue of Life.